# The Brass Project
The Brass Project ist ein Jazzalbum von John Surman und John Warren, aufgenommen im April 1992 in London und im Jahr 1993 von ECM Records veröffentlicht.

## Hintergrund
Das Brass Project entstand 1981 und hatte im Londoner Roundhouse seinen ersten öffentlichen Auftritt. John Surman hatte sich schon länger mit dem Gedanken getragen, sich von seiner Rhythmusgruppe und einem Chor von Blechbläsern begleiten zu lassen. Surman lud den kanadischen Komponisten und Arrangeur John Warren ein, an der Realisierung des Brass Project mitzuwirken; Surman und Warren hatten bereits Anfang der 1970er Jahre für das Album Tales of the Algonquin (Deram 1971) zusammengearbeitet. Die ersten Pläne umfassten neben Trompeten bzw. Flügelhörnern und (Bass-)Posaunen auch Tuba und Waldhorn, wurden aber von John Warren und Surman, die das Projekt gemeinsam leiteten, verworfen. Nach einer kurzen Tour durch Großbritannien traf sich die Formation nur noch selten zu Auftritten und Proben, trat aber international auf den Festivals in Lissabon, Le Mans, München, Orvieto und dem North Sea Jazz Festival auf. Die Formation spielte Kompositionen von Surman und von Warren.
Einige Mitglieder des Bläserseptetts wechselten; so hatten zunächst auch Kenny Wheeler, Guy Barker und Harry Beckett im Brass Project mitgewirkt. Die meisten Musiker blieben jedoch konstant; die zentralen Figuren für das Weiterbestehen der Band waren der Schlagzeuger John Marshall und der Bassist Chris Laurence.

## Bewertung des Albums
Richard Cook und Brian Morton bemerken in ihrem Penguin Guide to Jazz, dass das Brass Project-Album eine ausgezeichnete Platte sei, auch wenn sie leider im Schatten des Surman/Warren-Vorgängers Tales of Algonquin stehe. Die Themen von Surman werden mit der richtigen Mischung aus Lebendigkeit und Reserve gespielt, die Arrangements seien oft sehr subtil.  Das Album enthalte auch beeindruckende Soli von den Trompetern Stephen Waterman und Henry Lowther („Silent Lake“). Ian Carr hebt im Jazz Rough Guide das Album aus der umfänglichen Surman-Diskographie als ein vielfältiges und emotional berührendes Album hervor; er lobt die superbe Rhythmusgruppe Marshall/Laurence und schreibt: „Alles kling schön kompliziert - ein Kreuzworträtsel der Gefühle.“ Auch für Scott Yanow ist das Album „äußerst empfehlenswert“.

## Titelliste
1. The Returning Exile (Surman) – 7:41
2. Coastline (Surman) – 3:33
3. The New One Two, Part 1 (Warren) – 6:39
4. The New One Two, Part 2 (Warren) – 7:30
5. Spacial Motive (Warren) – 4:51
6. Wider Vision (Surman) – 8:26
7. Silent Lake (Warren) – 5:56
8. Melstock Quire (Warren) / Tantrum Clangley (Surman) – 11:13
9. All For a Shadow (Warren/Surman) – 5:49